# Renáta Sándor
Renáta Sándor (ur. 15 grudnia 1990 w Jászberény) – węgierska siatkarka, grająca na pozycji przyjmującej. 

## Sukcesy klubowe
Mistrzostwo Węgier:
- 2009, 2010, 2011, 2012

Puchar Węgier:
- 2010, 2011, 2012

Puchar Austrii:
- 2013, 2014

MEVZA:
- 2013

Mistrzostwo Austrii:
- 2013, 2014

Puchar Niemiec:
- 2015[2], 2017

Mistrzostwo Niemiec:
- 2019
- 2015[3], 2016, 2017, 2018

Superpuchar Niemiec:
- 2016

## Sukcesy reprezentacyjne
Liga Europejska:
- 2015
- 2018

## Nagrody indywidualne
- 2015: MVP Ligi Europejskiej